# Fatma Jynge
Fatma Jynge (29 de novembro de 1945 - 16 de julho de 2019) foi uma arquitecta e política norueguesa do Partido Trabalhista.
Nascido na Tanzânia e educada em Nairobi, no Quénia, Jynge mudou-se para a Noruega em 1971. Ela acabou por assumir vários cargos administrativos no município do Condado de Hedmark, na Norwegian Defence Estates Agency e no Norwegian State Housing Bank. Ela foi nomeada Secretária de Estado no ministério do governo local em 2000, mas serviu apenas por um curto período de tempo.
Jynge faleceu em Hamar a 16 de julho de 2019.